# Komárek (rybník)
Komárek je rybník o rozloze vodní plochy asi 0,5 ha, zhruba obdélníkovitého tvaru o rozměrech asi 80 × 40 m, nalézající se na potoce Řetovka asi na severním okraji vesnice Přívrat v okrese Ústí nad Orlicí. Je součástí rybniční soustavy sestávající ze čtyř rybníků - zbývajícími rybníky jsou Trucovný rybník, Prostřední rybník a Dolní přívratský rybník. Zakreslen je již na mapovém listě č. 150 z prvního vojenského mapování z let 1764–1768.
Rybník je využíván pro chov ryb.

## Galerie

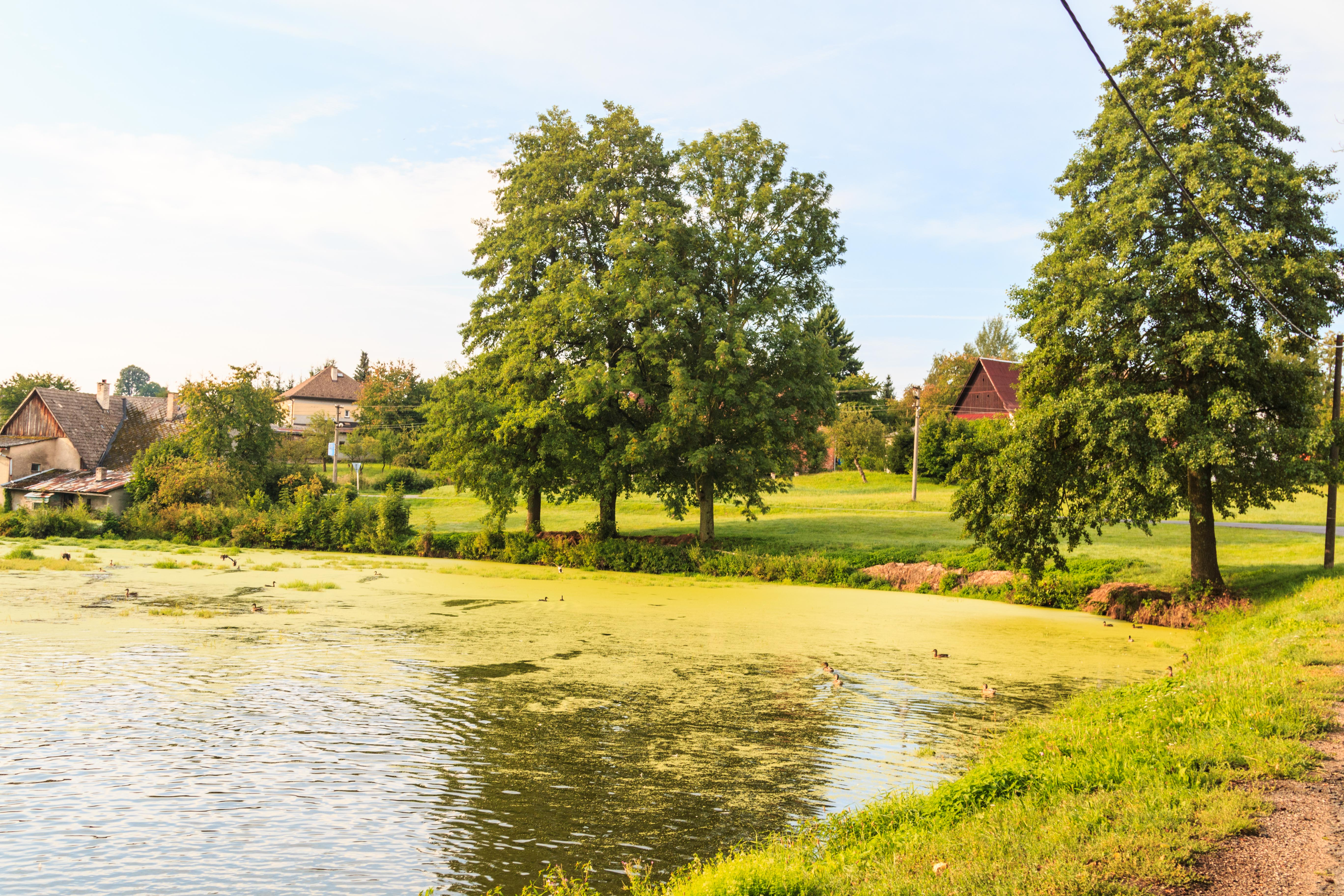
Pohled na rybník Komárek v Přívratu
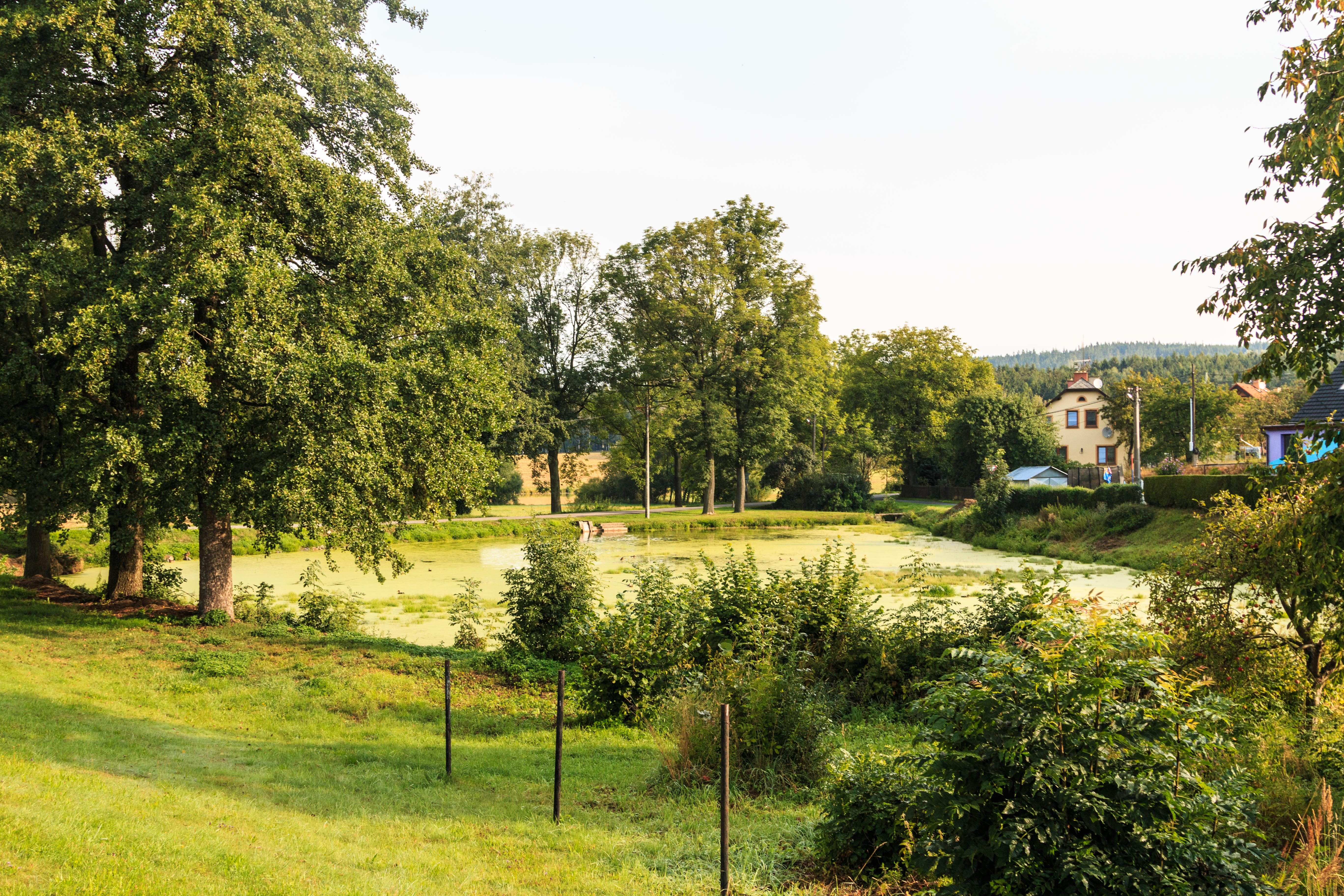
Pohled na rybník Komárek v Přívratu